# Marcipa vuattouxi
Marcipa vuattouxi är en fjärilsart som beskrevs av Pierre Joseph Pelletier 1978. Marcipa vuattouxi ingår i släktet Marcipa och familjen nattflyn. Inga underarter finns listade i Catalogue of Life.